# 魔乳秘劍帖
《魔乳秘劍帖》是山田秀樹所作的日本漫畫作品。在Enterbrain所發行的成人遊戲雜誌《TECH GIAN》上連載。中文繁體版漫畫由台灣角川書店代理出版。廣播劇CD於2010年10月推出，之後電視動畫2011年7月開始播放。 

## 故事簡介
江戶時代，「乳房乃是世上的真理」，豐乳是絕對的財富，貧乳則不被當人看待。在幕府中的「魔乳一族」掌控政治、支配刺客、培育大奧中的豐乳，其秘傳書記載古今流傳豐胸美乳的技巧。魔乳一族的么女也是繼承者魔乳千房帶著秘傳書叛逃，並為女性替天行道……。

## 登場人物
魔乳千房（聲：喜多村英梨／壽美菜子）
胸則的小女兒，擁有魔乳、胸杜兩族血統，魔乳一族的繼承者，特殊能力是斬乳後將其吸收。小時候第一次與狹山櫻花比試，無意中奪走了櫻花的乳房。
楓（聲：廣橋涼／豐崎愛生）
千房的青梅竹馬，天真爛漫笨拙女孩。為了跟隨千房而在村中被行刑乳斬。
魔乳影房（聲：冬馬由美／水原薰）
千房的異母姊姊，胸則的次女。残忍的性格。在與千房戰鬥中被奪取乳房。
狹山櫻花（聲：－／能登麻美子）
魔乳一族的分家。擁有優秀的劍術，與千房比試被奪取乳房，從此成為貧乳，之後受父母疏遠，被人看不起。之後成為魔乳胸幸的手下。
魔乳胸則（聲：柴田秀勝／斧敦志）
魔乳一族當家，即使年事已高，還是擁有最強大的劍技。
魔乳胸幸（聲：－／濱田賢二）
胸則的長男，魔乳本家的後繼者。在小時候，已被看好是位優秀劍士，但後來手受傷。乳房鑑定家，但實際卻不喜歡這工作。
魔乳胸華（聲：－／高垣彩陽）
胸則的長女，千房與胸幸的異母姊姊。精通豐胸術。宮殿內的權力鬥爭也有重大影響。
胸杜千組（聲：鶴弘美／東條加那子）
千房的母親。胸杜一族因戰敗而寄身於魔乳之里，身為一族之長被胸則納為側室，並逼迫傳授千房「流乳操」，想藉此取得該族相傳秘技，但千組不從選擇自我了斷。
小影（聲：－／福圓美里）
影房的女傭。無辜的性格。
三重鳩宗（聲：長／大川透）
三重藩領主。喜歡巨乳且不遮掩，除去這一點，做事公正且劍術高超，常常會微服出巡，受人民愛戴。

## 用語
魔乳流
在幕府具有影響力的魔乳一族所屬流派，根據地魔乳之里。魔乳流劍技可不見血地一刀乳斷。
流乳操
胸杜一族相傳秘技。其技如移動容器內的水，自在地操縱乳房；唯有憑藉血之傳承，方能獲取力量習得此技。
雖然母親自殺而未傳授，千房靠著自身天賦學得其技的奪乳，但還不足以自在操縱給予。
乳研磨
利用溶入糖跟葛粉的特製白湯，透過祕傳的指壓法、仔細按摩乳房的美乳鍛鍊法。

## 單行本
| 冊數 | Enterbrain     | Enterbrain             | 台灣角川書店   | 台灣角川書店           |
| ---- | -------------- | ---------------------- | -------------- | ---------------------- |
| 1    | 2007年3月24日  | ISBN 978-4-7577-3487-6 | 2008年3月18日  | ISBN 978-986-174-623-4 |
| 2    | 2008年2月25日  | ISBN 978-4-7577-4005-1 | 2008年11月18日 | ISBN 978-986-174-901-3 |
| 3    | 2008年10月25日 | ISBN 978-4-7577-4496-7 | 2009年6月16日  | ISBN 978-986-237-142-8 |
| 4    | 2009年10月24日 | ISBN 978-4-0472-6098-6 | 2010年5月6日   | ISBN 978-986-237-627-0 |
| 5    | 2010年5月24日  | ISBN 978-4-0472-6565-3 | 2010年12月15日 | ISBN 978-986-237-979-0 |
| 6    | 2011年6月25日  | ISBN 978-4-0472-7379-5 | 2012年2月25日  | ISBN 978-986-287-576-6 |
| 7    | 2012年1月25日  | ISBN 978-4-0472-7832-5 | 2012年8月16日  | ISBN 978-986-287-891-0 |

## 廣播劇CD
廣播劇CD於2010年10月16日由chara-ani發售。3150日圓。由於企劃先行於電視動畫，所以配音聲優與動畫版不同。

## 電視動畫
電視動畫於2011年7月由獨立UHF局、AT-X開始播放。

### 製作人員
- 原作：山田秀樹
- 導演：金子拓
- 人物設計、總作畫監督：高木潤
- 系列構成：水上清資
- 美術監督：池田繁美
- 色彩設計：鈴木依里
- 攝影監督：林
- 腳本：水上清資、高山文彦、山田靖智、綾奈由仁子
- 編輯：廣瀨清志
- 音響監督：明田川仁
- 音響制作：Magic Capsule
- 動畫製作：Hoods Entertainment
- 製作：魔乳秘劍帖製作委員會

### 主題曲
片頭曲
作詞・歌 - AiRI / 作曲 - 宮崎京一 / 編曲 - ms-jacky、宮崎京一
片尾曲
作詞・歌 - AiRI / 作曲・編曲 - 宮崎京一

### 各話列表
| 話數   | 日文標題 | 中文標題           | 腳本              | 分鏡              | 演出     | 作畫監督                    |
| ------ | -------- | ------------------ | ----------------- | ----------------- | -------- | --------------------------- |
| 第1話  |          | 千房 叛逃          | 水上清資          | 金子拓 藤森一真   | 友田政晴 | 高木潤                      |
| 第2話  |          | 刺客！ 乳夢道      | 水上清資          | 藤森一真          | 江島泰男 | 鎌田均 谷口守泰             |
| 第3話  |          | 奇特 乳失蹤        | 高山文彥          | 藤森一真          | 上田繁   | 山村俊了 筆坂明規           |
| 第4話  |          | 海女與波霸         | 水上清資          | 佐野隆史          | 左藤洋二 | 河井淳、赤尾良太郎 羽田浩二 |
| 第5話  |          | 不成材的傢伙與胸部 | 水上清資          | 日高政光          | 木村寬   | 小林利充、飯飼一幸          |
| 第6話  |          | 影房再現           | 高山文彥          | 日高政光          | 上田繁   | 山村俊了、筆坂明規          |
| 第7話  |          | 乳房小僧           | 綾奈由仁子        | 日高政光          | 中智仁   | 小川浩司、谷川政輝          |
| 第8話  |          | 千房遭囚           | 山田靖智          | 名村英敏          | 所俊克   | 飯飼一幸、山中正博          |
| 第9話  |          | 蓓蕾之戀           | 綾奈由仁子        | 高橋丈夫          | 山口賴房 | 山村俊了、筆坂明規          |
| 第10話 |          | 一切起源的斬乳術   | 綾奈由仁子        | 藤森一真 日高政光 | 中村近世 | Kim Hyun-Ok 鎌田均          |
| 第11話 |          | 胸杜之里           | 山田靖智          | 高橋丈夫          | 大野和壽 | 飯飼一幸、中野彰子          |
| 第12話 |          | 流乳操             | 水上清資 高山文彦 | 日高政光          | 上田繁   | 筆坂明規、山村俊了 山中正博 |

### 播放電視台
日本深夜動畫：下文記載的日本国内播放時間使用日本標準時間（UTC+9）表示。因為部分時間标识會採用30小时制，因此請留意这类超过24:00的时间，其實際播放時間為翌日清晨。
| 播放地區 | 播放電視台     | 播放日期                | 播放時間                   | 播放系列  | 備註                  |
| -------- | -------------- | ----------------------- | -------------------------- | --------- | --------------------- |
| 神奈川縣 | 神奈川電視台   | 2011年7月10日 - 9月25日 | 星期日 25時00分 - 25時30分 | 獨立UHF局 |                       |
| 東京都   | 東京都會電視台 | 2011年7月11日 - 9月26日 | 星期一 26時30分 - 27時00分 | 獨立UHF局 |                       |
| 千葉縣   | 千葉電視台     | 2011年7月13日 - 9月28日 | 星期三 26時00分 - 26時30分 | 獨立UHF局 |                       |
| 京都府   | 京都放送       | 2011年7月15日 - 9月30日 | 星期五 25時00分 - 25時30分 | 獨立UHF局 |                       |
| 兵庫縣   | SUN電視台      | 2011年7月15日 - 9月30日 | 星期五 26時15分 - 26時45分 | 獨立UHF局 |                       |
| 日本全國 | AT-X           | 2011年7月18日 - 10月3日 | 星期一 08時30分 - 09時00分 | 衛星電視  | 有重播 有視聽年齢限制 |

### 映像特典
DVD&Blu-ray各卷收錄短篇《美乳鍛鍊☆乳研磨》。
| 卷数  | 日文標題 | 中文標題          | 登場角色          | 脚本       | 分鏡、演出 | 作画監督 | 乳房動畫導演                        |
| ----- | -------- | ----------------- | ----------------- | ---------- | ---------- | -------- | ----------------------------------- |
| 第1卷 |          | 美乳鍛鍊☆乳研磨   | 千房×楓           | 綾奈由仁子 | 山口賴房   | 高木潤   | 野崎将也                            |
| 第2卷 |          | 美乳鍛鍊☆乳研磨 2 | 楓×千房           | 綾奈由仁子 | 山口賴房   | 高木潤   | 野崎将也 石山寬                     |
| 第3卷 |          | 美乳鍛鍊☆乳研磨 3 | 影房×櫻花         | 綾奈由仁子 | 山口賴房   | 高木潤   | 野崎将也 佐野聰彦 重原克也 森川侑紀 |
| 第4卷 |          | 美乳鍛鍊☆乳研磨 4 | 千房×楓×影房×櫻花 | 綾奈由仁子 | 山口賴房   | 高木潤   | 野崎将也 常盤健太郎 中森晃太郎      |

DVD&Blu-ray各卷收錄看圖說故事的靜態廣播劇《楓的千房小姐胸部成長記錄》。
| 卷数  | 日文標題 | 中文標題                 | 聲優              | 脚本     | 分鏡   | 作画     |
| ----- | -------- | ------------------------ | ----------------- | -------- | ------ | -------- |
| 第1卷 |          | 楓的千房小姐胸部成長記錄 | 壽美菜子 豐崎愛生 | 山田靖智 | 金子拓 | 山本晃宏 |
| 第2卷 |          | 楓的千房小姐胸部成長記錄 | 壽美菜子 豐崎愛生 | 山田靖智 | 金子拓 | 山本晃宏 |
| 第3卷 |          | 楓的千房小姐胸部成長記錄 | 壽美菜子 豐崎愛生 | 山田靖智 | 金子拓 | 山本晃宏 |
| 第4卷 |          | 楓的千房小姐胸部成長記錄 | 壽美菜子 豐崎愛生 | 山田靖智 | 金子拓 | 山本晃宏 |

## 外部連結
- TECH GIAN介紹網頁 （页面存档备份，存于）
- 原作官方網站 （页面存档备份，存于）
- 動畫官方網站 （页面存档备份，存于）